# Cahier d'esquisses de Londres
Le Cahier d'esquisses de Londres (en allemand, Londoner Skizzenbuch), KV 15 a-ss (Anh. 109b) est une collection de quarante-trois pièces et fragments sans titre écrits par Wolfgang Amadeus Mozart entre 1764 et 1765 durant son séjour à Londres, au cours de la tournée européenne de la famille Mozart.
La majeure partie des pièces sont extrêmement courtes, durant normalement entre quarante secondes et une minute. Cependant, quelques-unes peuvent durer quatre minutes (par exemple, la KV 15t). Selon la Neue Mozart-Ausgabe, l'emploi de ce cahier n'était pas destiné pour des exercices musicaux, comme on le pensait au début, mais servait au petit Mozart à s'exercer à l'usage de la plume et de l'encre, afin de pouvoir écrire ses compositions sans l'aide de personne (en effet ses premières compositions ont été mises par écrit par son père, Leopold). Toutefois, dans le cahier apparaissent quelques corrections de Leopold au crayon.

## Liste des pièces

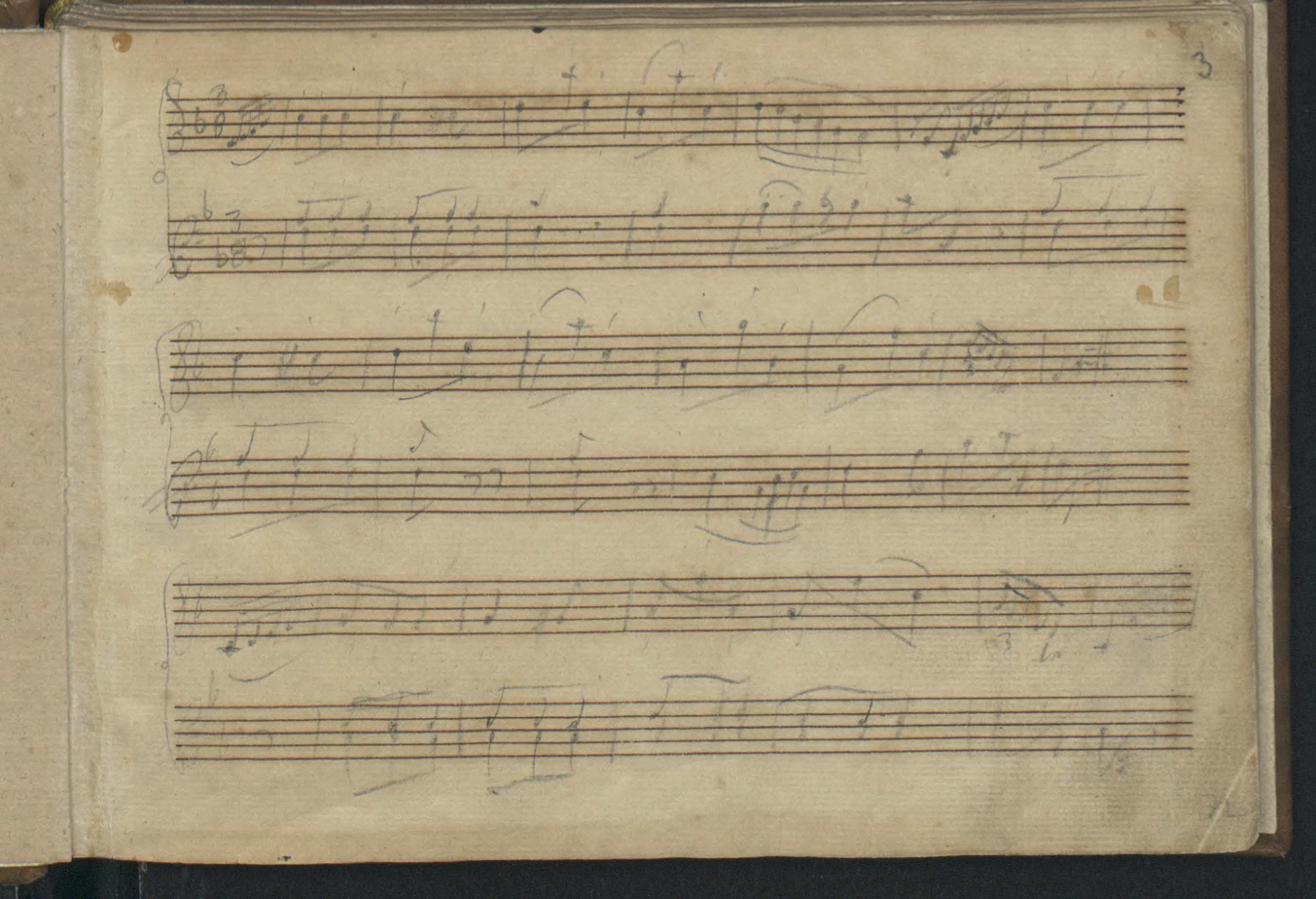
Première page du la partition du Cahier d'esquisses de Londres de Mozart.

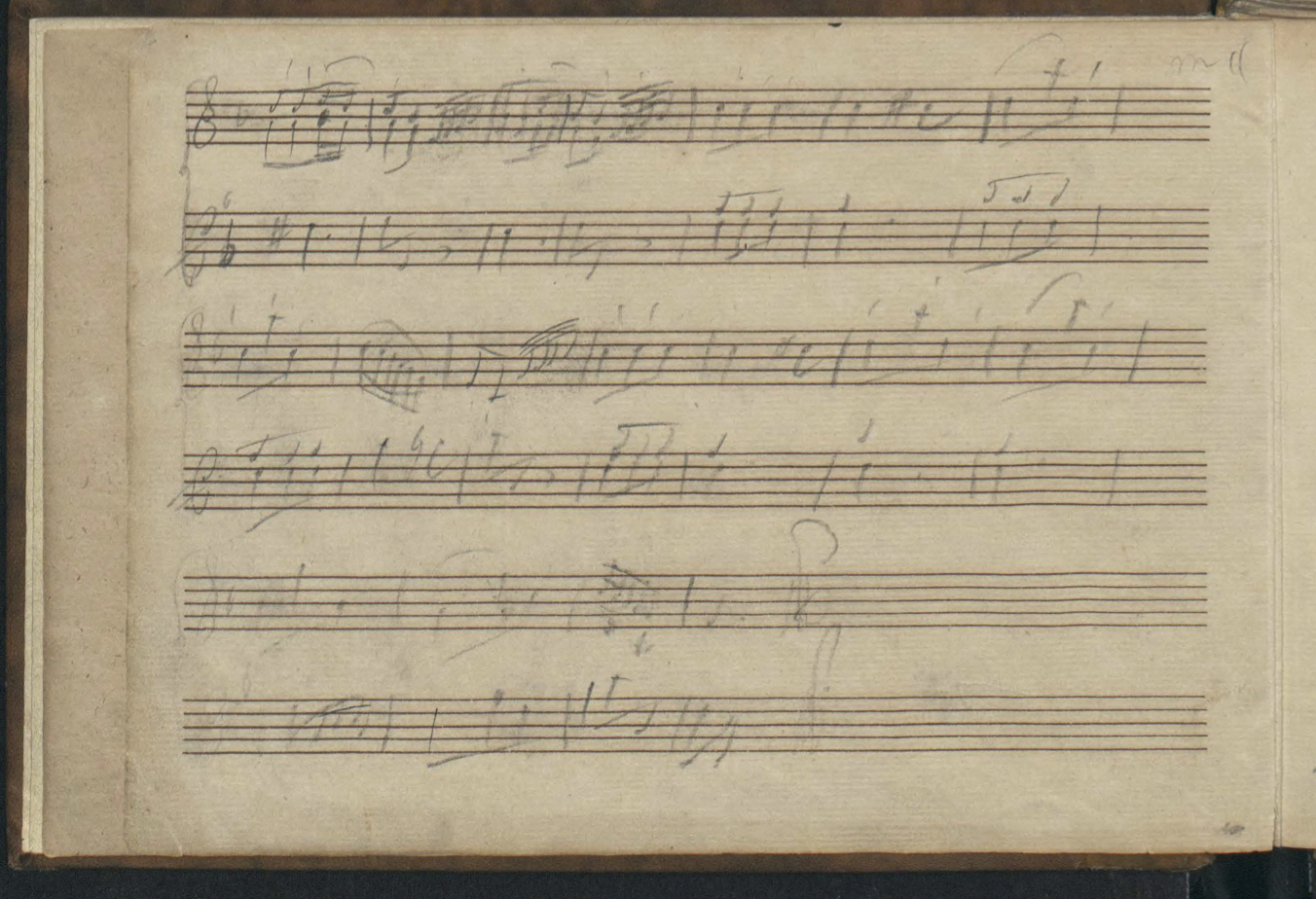
Seconde page.

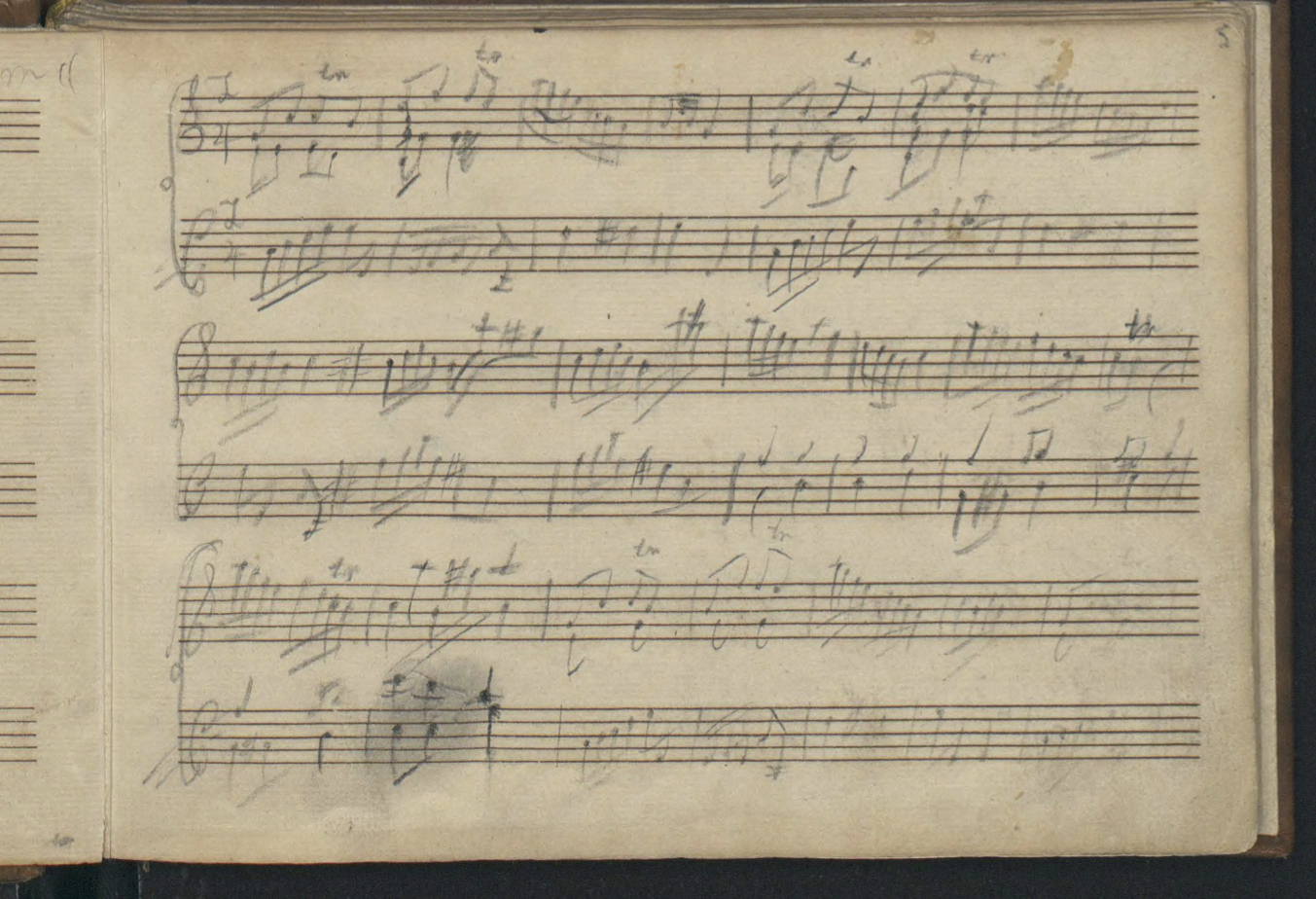
Troisième page.

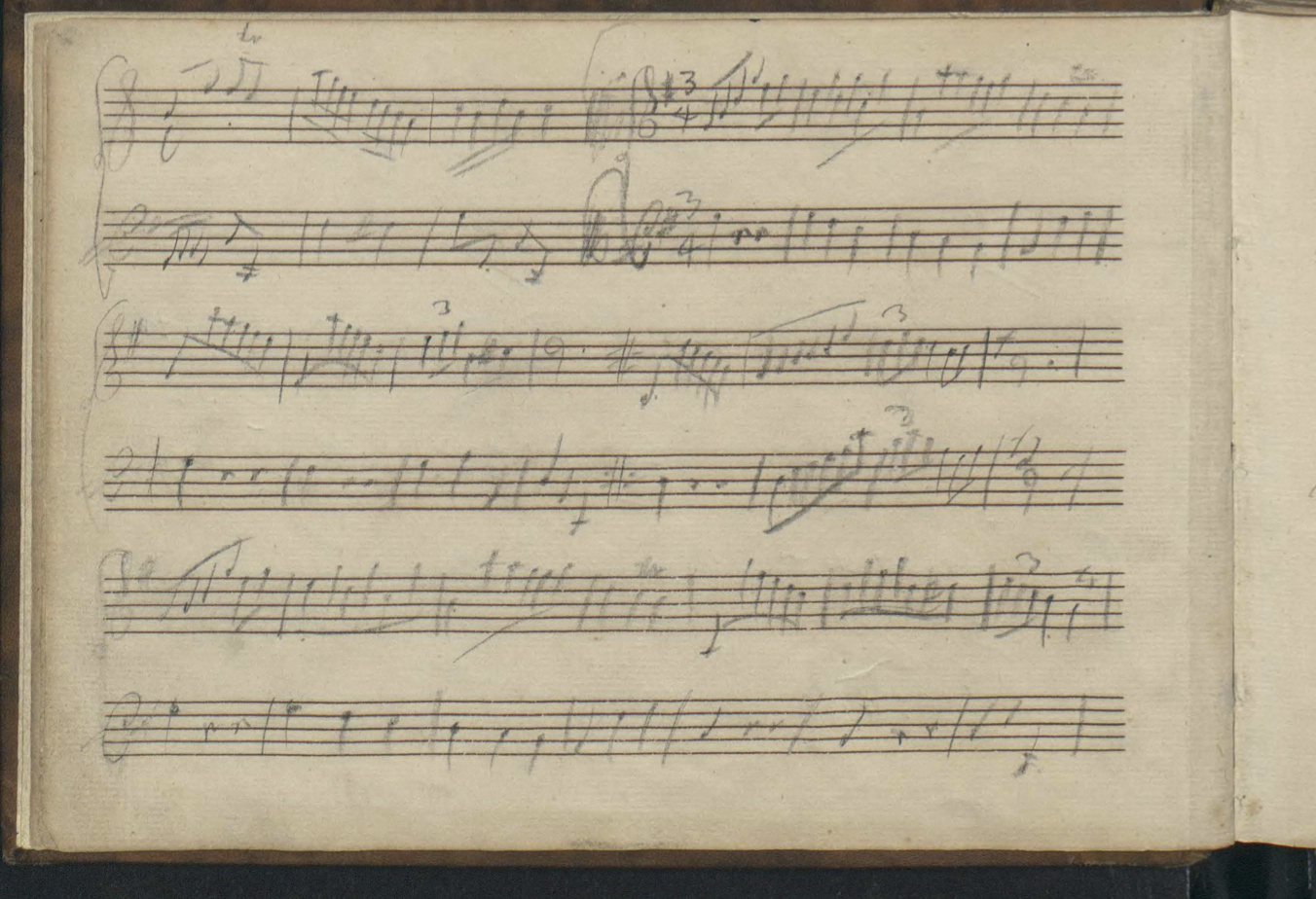
Quatrième page.

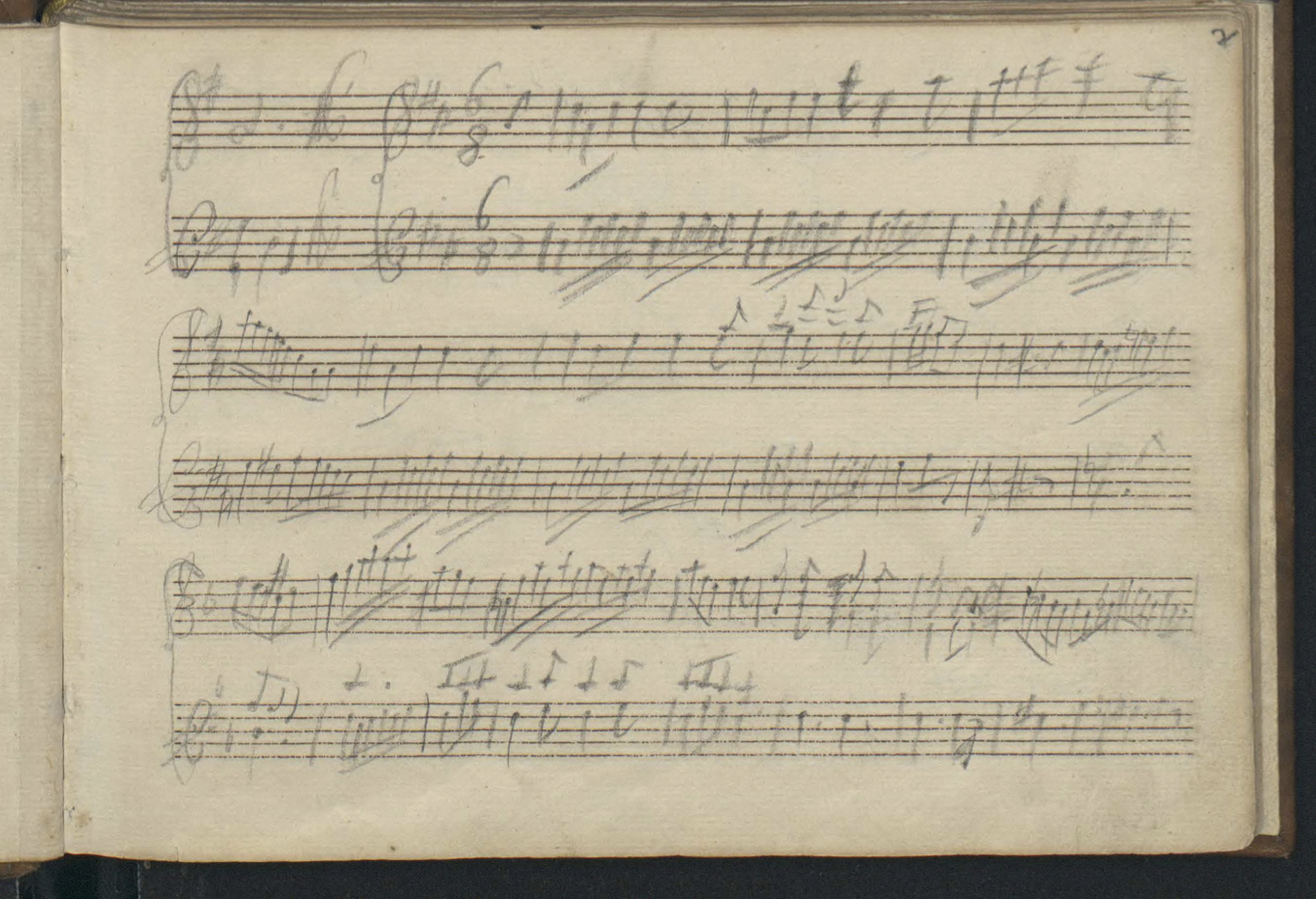
Cinquième page.

- 15a – Allegretto en fa majeur pour clavier - partition
- 15b – Andantino en do majeur pour clavier - partition
- 15c – Menuetto en sol majeur pour clavier - partition
- 15d – Rondino en ré majeur pour clavier - partition
- 15e – Contradanza en sol majeur pour clavier - partition
- 15f – Menuetto en do majeur pour clavier - partition
- 15g – Fantasia (prélude) en sol majeur para orgue ou clavecin - partition
- 15h – Contredanse en fa majeur pour clavier - partition
- 15i – Menuetto en la majeur pour clavier - partition
- 15k – Minore en la mineur pour clavier - partition
- 15l – Contredanse en la majeur pour clavier - partition
- 15m – Menuetto en fa majeur pour clavier - partition
- 15n – Andante en do majeur pour clavier - partition
- 15o – Andante en ré majeur pour clavier - partition
- 15p – Mouvement d'une sonate pour clavier en sol mineur - partition
- 15q – Andante en si bémol majeur pour clavier - partition
- 15r – Andante en sol mineur pour clavier - partition
- 15s – Rondo en do majeur pour clavier - partition
- 15t – Mouvement d'une sonate pour clavier en fa majeur - partition
- 15u – Sicilianos en ré mineur pour clavier - partition
- 15v – Mouvement d'une sonate pour clavier en fa majeur - partition
- 15w – Allemande en si bémol majeur pour clavier - partition
- 15x – Mouvement d'une sonate pour clavier en fa majeur - partition
- 15y – Menuetto en sol majeur pour clavier - partition
- 15z – Gigue en do mineur pour clavier - partition
- 15aa – Mouvement d'une sonate pour clavier en si bémol majeur - partition
- 15bb – Mouvement d'une sonate pour clavier en ré majeur - partition
- 15cc – Menuetto en mi bémol majeur pour clavier - partition
- 15dd – Andante en la bémol majeur pour clavier - partition
- 15ee – Menuetto en mi bémol majeur pour clavier - partition
- 15ff – Menuetto en la bémol majeur pour clavier - partition
- 15gg – Contredanse en si bémol majeur pour clavier - partition
- 15hh – Rondo en fa majeur pour clavier - partition
- 15ii – Andante en si bémol majeur pour clavier - partition
- 15kk – Mouvement d'une sonate pour clavier en mi bémol majeur - partition
- 15ll – Presto en si bémol majeur pour clavier - partition
- 15mm – Andante en mi bémol majeur pour clavier - partition
- 15nn – Mouvement d'une sonate pour clavier en fa majeur (fragment) - partition
- 15oo – Danse allemande en fa majeur pour clavier - partition
- 15pp – Menuetto en si bémol majeur pour clavier - partition
- 15qq – Menuetto en mi bémol majeur pour clavier - partition
- 15rr – Menuetto en do majeur pour clavier (fragment) - partition
- 15ss – Fugue en la mineur pour clavier (fragment) - partition